# تل‌آباد (کاشمر)
تَل‌آباد یا طلاآباد نام روستایی از توابع بخش مرکزی شهرستان کاشمر در استان خراسان رضوی ایران است. این روستا در دهستان بالا ولایت قرار دارد و برپایه سرشماری مرکز آمار ایران در سال ۱۳۹۵، جمعیت آن ۵۵۶ نفر (۱۵۰ خانوار) بوده است.